# Yoshiko Kawashima
Yoshiko Kawashima (川島芳子 Kawashima Yoshiko?   24 de mayo de 1909, Pekín-Hebei, 25 de marzo de 1948) fue una princesa manchú criada en Japón, que actuó como espía al servicio del Ejército japonés de Kwantung y del Estado títere de Manchukuo. Su nombre original era Aisin Gioro Xianyu (愛新覺羅•顯玗), mientras que su nombre chino era Jin Bihui (金璧輝). Al final de la Segunda Guerra Mundial fue detenida y acusada de traición por las fuerzas del Kuomintang, siendo ejecutada.

## Biografía

### Primeros años
Tras la Revolución de Xinhai fue dada en adopción a la edad de ocho años al amigo de su padre, Naniwa Kawashima, un agente de espionaje y mercenario japonés, aunque vivió y fue educada en casa de su abuelo adoptivo, en la ciudad japonesa de Matsumoto. Allí, su padre adoptivo le cambió su nombre original Aisin-Gioro Xianyu por el de Kawashima Yoshiko. Lo cierto es que su infancia no fue fácil, ya que no encontró una familia adecuada: siendo una adolescente de 17 años fue violada por su abuelo adoptivo y más tarde tuvo un romance con su propio padre de adopción.
Mientras tanto, su padre biológico, el príncipe Shanqi, murió en 1921 y su concubina y, madre de Kawashima, que no poseía una identidad oficial, se suicidó siguiendo el ritual tradicional manchú de suicidio para seguir al esposo. Yoshiko fue enviada a la escuela en la capital japonesa, donde recibió una estricta educación que incluía judo y esgrima. Durante su juventud vivió el estilo de vida bohemio en Tokio, manteniendo relaciones con varios amantes ricos, tanto hombres como mujeres.

### Carrera de espía
En 1927 Kawashima se casó con Ganjuurjab, el hijo del general Jengjuurjab del Ejército de Mongolia Interior y líder del Movimiento de Independencia Mongol-Manchuriano con base en Ryojun. Sin embargo, el matrimonio terminaría en divorcio después de dos años, tras lo cual Kawashima se trasladó a la zona de las concesiones internacionales de Shanghái. Mientras residía en Shanghái, mantuvo una relación con el oficial de inteligencia y agregado militar Ryukichi Tanaka, que utilizó sus contactos con la nobleza manchú y mongol para expandir su red de influencia. Todavía vivía junto a Tanaka cuando se produjo el llamado Incidente de Shanghái de 1932.
Después de que Tanaka fuera destinado a Japón, Kawashima continuó trabajando como espía, aunque ahora para el Mayor general Kenji Doihara. En esta época se dedicó a realizar misiones encubiertas en Manchuria, a menudo disfrazada o bajo otra apariencia, motivo por el que llegó a ser considerada:

"...sorprendentemente atractiva, con una personalidad dominante, casi una figura cinematográfica de drama, mitad marimacho y mitad heroína, y con esa pasión por vestirse como un hombre. Posiblemente hizo esto con el fin de impresionar a los hombres, o quizás, para adaptarse con mayor facilidad a los grupos guerrilleros fuertemente unidos sin llamar demasiado la atención".

Kawashima era bien conocida por el último Emperador Qing Pu Yi, que la consideraba un miembro de la Familia imperial y la acogió en su propia casa durante la estancia de Kawashima en Tianjin. Fue a través de esta estrecha relación que Kawashima fue capaz de persuadir a Pu Yi para que volviera a su patria manchú como jefe del nuevo Estado títere creado por los japoneses, Manchukuo.
Durante un tiempo fue amante de Hayao Tada, el principal asesor militar del emperador. Ella formó su propio cuerpo de caballería independiente en 1932, compuesto por 3.000-5.000 exbandoleros para perseguir a las guerrillas antijaponesas durante la pacificación de Manchukuo, y fue aclamada en los periódicos japoneses como la "Juana de Arco de Manchukuo". En 1933 ofreció la unidad al ejército japonés para la operación Nekka, pero fue rechazada. La unidad de caballería siguió existiendo bajo su mando hasta finales de los años 30.
Se convirtió en una figura muy conocida en Manchukuo, haciendo apariciones en la radio e incluso publicando un disco de canciones. Numerosas historias ficticias o semificticias sobre sus hazañas aparecían en los periódicos y la prensa pulp. Sin embargo, tal popularidad le hizo perder utilidad como recurso de espionaje para el ejército, mientras que su valor como símbolo propagandístico se vio comprometido por su tono cada vez más crítico hacia la explotación militar en la región, y gradualmente fue desapareciendo de la vida pública.
Al final de la Segunda Guerra Mundial, el 11 de noviembre de 1945, una agencia de noticias informó que "una belleza largamente buscada en vestuario masculino había sido arrestada en Pekín por los oficiales chinos de contrainteligencia". Ingresó en la prisión modelo de Hebei y su juicio comenzó un mes más tarde, bajo su nombre chino. El tribunal rechazó la petición de la defensa de que fuera juzgada como criminal de guerra y no como traidora nacional. Acusada y condenada por traición, fue ejecutada el 25 de marzo de 1948 con un disparo en la nuca y luego su cuerpo exhibido públicamente.
Un monje japonés recogió el cadáver y procedió a su cremación, enviando las cenizas a su familia adoptiva, que las enterró en el templo Shorinji en Matsumoto, prefectura de Nagano, Japón.